# UCI Europe Tour de 2016
O UCI Europe Tour de 2016 foi a duodécima edição do calendário ciclístico internacional europeu. Começou a 28 de janeiro em Espanha, com o Troféu Troféu Campos-Santanyi-Ses Salines pertencente à Challenge Ciclista a Mallorca e finalizou a 23 de outubro em França com a Chrono des Nations.
O ganhador final foi o belga Baptiste Planckaert, por equipas impôs-se o Wanty-Groupe Gobert, Bélgica e Itália levaram-se a classificação por países e países sub-23 respectivamente.

## Equipas
As equipas que podem participar nas diferentes carreiras dependem da categoria das mesmas. A maior nível de uma carreira podem participar equipas a mais nível. Por exemplo os anos_pro UCI Pro Team, só podem participar das carreiras .HC e .1 e têm cota limitada de equipas para competir.
| Categoria      | Categoria                        | Equipas |
| -------------- | -------------------------------- | --- |
| .HC            | 1.hc (Carreira de um dia)        | * ProTeam (max 70%) * Profissionais Continentais * Continentais do país da carreira * Continentais estrangeiros (máximo 2 equipas) * Selecções nacionais                           |
| .HC            | 2.hc (Carreira de vários dias)   | * ProTeam (max 70%) * Profissionais Continentais * Continentais do país da carreira * Continentais estrangeiros (máximo 2 equipas) * Selecções nacionais                           |
| .1             | 1.1 (Carreira de um dia)         | * Pro Team (max 50%) * Profissionais Continentais * Continentais * Selecções nacionais                                                                                             |
| .1             | 2.1 (Carreira de vários dias)    | * Pro Team (max 50%) * Profissionais Continentais * Continentais * Selecções nacionais                                                                                             |
| .2             | 1.2 (Carreira de um dia)         | * Profissionais Continentais do país da carreira * Profissionais Continentais estrangeiros (máximo 2 equipas) * Continentais * Selecções nacionais * Selecções regionais * Amadors |
| .2             | 2.2 (Carreira de vários dias)    | * Profissionais Continentais do país da carreira * Profissionais Continentais estrangeiros (máximo 2 equipas) * Continentais * Selecções nacionais * Selecções regionais * Amadors |
| .Ncup (sub-23) | 1.ncup (Carreira de um dia)      | * Selecções nacionais * Selecções mistas |
| .Ncup (sub-23) | 2.ncup (Carreira de vários dias) | * Selecções nacionais * Selecções mistas |

Para favorecer o convite às equipas mais humildes, a União Ciclista Internacional publicou o 21 de janeiro de 2016 um "ranking fictício" das equipas Continentais, sobre a base dos pontos obtidos pelos seus ciclistas na temporada anterior. Os organizadores de carreiras .2 devem obrigatoriamente convidar aos 3 primeiros desse ranking e desta forma podem aceder a um maior número de carreiras. Neste circuito os convidados automaticamente a carreiras de categoria .2 foram a Kolss-BDC Team, Wallonie-Bruxelles e Verandas Willems Cycling Team, ainda que a diferença do UCI World Tour as equipas podem recusar dita convite.

## Carreiras e categorias

### Carreiras suspendidas ou eliminadas
O cronograma inicial do calendário era de 394 carreiras, devido a isso é com amplitude o circuito que mais carreiras contém, ainda que ao longo da temporada 11 foram suspensas. A seguinte é a lista de algumas dessas competições que por diversos motivos finalmente não se disputaram:
| 25-20 de maio | Volta a Baviera          | 2.hc | Financeira |
| 28 de maio    | Horizon Park Race Maïdan | 1.2  |            |
| 5 de junho    | Coppa della Pace         | 1.2  |            |

Depois destas anulações o calendário foi de 283 carreiras.

### Categorias
Foram 40 carreiras da máxima categoria, quatro mais que na edição anterior. Nesta temporada nenhuma carreira baixa de categoria e pelo contrário somam-se a esta lista quatro competições, na categoria 1.hc (carreiras de um dia) encontra-se a Kuurne-Bruxelas-Kuurne, a Nokere Koerse e o Grande Prêmio de Denain, as duas primeiras disputadas na Bélgica e a última em França; e na categoria 2.hc (carreiras de vários dias) ascende o Tour de Eurométropole, que é outra concorrência belga. Por outra parte a Volta a Baviera, que em princípio estava no calendário como carreira de máxima categoria, não conseguiu o orçamento necessário e foi suspensa. No seguinte quadro mostram-se as carreiras com maior pontuação desta edição do UCI Europe Tour ordenado por países, para o resto das competições veja-se: Carreiras do UCI Europe Tour de 2016
| Carreira                          | Categoria |
| --------------------------------- | --------- |
| Volta a Baviera                   | 2.hc      |
| Grande Prêmio de Frankfurt        | 1.hc      |
| Giro de Münsterland               | 1.hc      |
| Volta a Áustria                   | 2.hc      |
| Omloop Het Nieuwsblad             | 1.hc      |
| Kuurne-Bruxelas-Kuurne            | 1.hc      |
| Nokere Koerse                     | 1.hc      |
| Através de Flandres               | 1.hc      |
| Três Dias da Panne                | 2.hc      |
| Scheldeprijs                      | 1.hc      |
| Flecha Brabanzona                 | 1.hc      |
| Volta à Bélgica                   | 2.hc      |
| Tour de Valônia                   | 2.hc      |
| Brussels Cycling Classic          | 1.hc      |
| Grande Prêmio Impanis-Van Petegem | 1.hc      |
| Tour de Eurométropole             | 2.hc      |
| Volta à Dinamarca                 | 2.hc      |
| Volta a Burgos                    | 2.hc      |
| Critérium Internacional           | 2.hc      |
| Grande Prêmio de Denain           | 1.hc      |
| Quatro Dias de Dunquerque         | 2.hc      |
| Grande Prêmio de Fourmies         | 1.hc      |
| Paris-Tours                       | 1.hc      |

| Carreira                                                                 | Categoria |
| ------------------------------------------------------------------------ | --------- |
| RideLondon-Surrey Classic                                                | 1.hc      |
| Volta à Grã-Bretanha                                                     | 2.hc      |
| Troféu Laigueglia                                                        | 1.hc      |
| Strade Bianche                                                           | 1.hc      |
| Giro do Trentino                                                         | 2.hc      |
| Tre Valli Varesine                                                       | 1.hc      |
| Milano-Torino                                                            | 1.hc      |
| Giro do Piemonte                                                         | 1.hc      |
| Giro de Emilia                                                           | 1.hc      |
| Grande Prêmio Bruno Beghelli                                             | 1.hc      |
| Grande Prêmio Nobili Rubinetterie-Coppa Papà Carlo-Coppa Città di Stresa | 1.hc      |
| Tour de Luxemburgo                                                       | 2.hc      |
| Tour da Noruega                                                          | 2.hc      |
| Arctic Race da Noruega                                                   | 2.hc      |
| Grande Prêmio de Lugano                                                  | 1.hc      |
| G. P. Kanton Aargau                                                      | 1.hc      |
| Volta à Turquia                                                          | 2.hc      |

Ademais, os campeonatos nacionais de estrada e contrarrelógio de países europeus também puntuaron para o UCI Europe Tour.

## Calendário

### Janeiro
| Data | Carreira                            | Cat. | Ganhador           | Equipa           |
| ---- | ----------------------------------- | ---- | ------------------ | ---------------- |
| 28   | Troféu Campos-Santanyí-Ses Salines  | 1.1  | André Greipel      | Lotto-Soudal     |
| 29   | Troféu Pollença-Port de Andratx     | 1.1  | Gianluca Brambilla | Etixx-Quick Step |
| 30   | Troféu Serra de Tramontana          | 1.1  | Fabian Cancellara  | Trek-Segafredo   |
| 31   | Grande Prêmio Ciclista a Marsellesa | 1.1  | Dries Devenyns     | IAM              |
| 31   | Troféu Palma                        | 1.1  | André Greipel      | Lotto Soudal     |

### Fevereiro
| Data  | Carreira                         | Cat. | Ganhador           | Equipa              |
| ----- | -------------------------------- | ---- | ------------------ | ------------------- |
| 3-7   | Estrela de Bessèges              | 2.1  | Jérôme Coppel      | IAM                 |
| 3-7   | Volta à Comunidade Valenciana    | 2.1  | Wout Poels         | Sky                 |
| 7     | Grande Prêmio Costa dos Etruscos | 1.1  | Grega Bole         | Nippo-Vini Fantini  |
| 11-14 | Tour do Mediterrâneo             | 2.1  | Andriy Grivko      | Astana              |
| 13    | Volta a Múrcia                   | 1.1  | Philippe Gilbert   | BMC Racing          |
| 14    | Clássica de Almería              | 1.1  | Leigh Howard       | IAM                 |
| 14    | GP Laguna                        | 1.2  | Filippo Ganna      | Colpack             |
| 14    | Troféu Laigueglia                | 1.hc | Andrea Fedi        | Southeast-Venezuela |
| 17-21 | Volta a Andaluzia                | 2.1  | Alejandro Valverde | Movistar            |
| 17-21 | Volta ao Algarve                 | 2.1  | Geraint Thomas     | Sky                 |
| 20-21 | Tour de Haut-Var                 | 2.1  | Arthur Vichot      | FDJ                 |
| 23-25 | Tour La Provence                 | 2.1  | Thomas Voeckler    | Direct Énergie      |
| 27    | Clássica Sur Ardèche             | 1.1  | Petr Vakoč         | Etixx-Quick Step    |
| 27    | Omloop Het Nieuwsblad            | 1.hc | Greg Van Avermaet  | BMC Racing          |
| 28    | A Drôme Classic                  | 1.1  | Petr Vakoč         | Etixx-Quick Step    |
| 28    | Grande Prêmio Izola              | 1.2  | Jure Goločer       | Adria Mobil         |
| 28    | Kuurne-Bruxelas-Kuurne           | 1.hc | Jasper Stuyven     | Trek-Segafredo      |
| 28    | Grande Prêmio de Lugano          | 1.hc | Sonny Colbrelli    | Bardiani CSF        |

### Março
| Data  | Carreira                                       | Cat.   | Ganhador            | Equipa                      |
| ----- | ---------------------------------------------- | ------ | ------------------- | --------------------------- |
| 2     | Le Samyn                                       | 1.1    | Niki Terpstra       | Etixx-Quick Step            |
| 2     | Trofej Umag-Umag Trophy                        | 1.2    | Jonas Bokeloh       | Klein Constantia            |
| 4-6   | Três Dias de Flandres Ocidental                | 2.1    | Sejam De Bie        | Lotto Soudal                |
| 5     | Strade Bianche                                 | 1.hc   | Fabian Cancellara   | Trek-Segafredo              |
| 5     | Porec Trophy                                   | 1.2    | Matej Mugerli       | Synergy Baku                |
| 5     | Ster van Zwolle                                | 1.2    | Jeff Vermeulen      | Jo Piels                    |
| 6     | Grande Prêmio Indústria e Artigianato-Larciano | 1.1    | Simon Clarke        | Cannondale                  |
| 6     | Grande Prêmio Villa de Lillers                 | 1.2    | Stijn Steels        | Topsport Vlaanderen-Baloise |
| 10-13 | Istrian Spring Trophy                          | 2.2    | Olivier Pardini     | Wallonie-Bruxelles          |
| 12    | Tour de Drenthe                                | 1.1    | Jesper Asselman     | Roompot Oranje Peloton      |
| 12-13 | Grande Prêmio Liberty Seguros                  | 2.2    | August Jensen       | Coop-Oster Hus              |
| 13    | Paris-Troyes                                   | 1.2    | Rudy Barbier        | Roubaix Lille Métropole     |
| 13    | Dorpenomloop Rucphen                           | 1.2    | Aidis Kruopis       | Verandas Willems            |
| 16-20 | Volta ao Alentejo                              | 2.2    | Enric Mas           | Klein Constantia            |
| 16    | Nokere Koerse                                  | 1.hc   | Timothy Dupont      | Verandas Willems            |
| 18    | Handzame Classic                               | 1.1    | Erik Baška          | Tinkoff                     |
| 19    | Clássica de Loire-Atlantique                   | 1.1    | Anthony Turgis      | Cofidis, Solutions Crédits  |
| 20    | Grande Prêmio Cholet-Pays de Loire             | 1.1    | Rudy Barbier        | Roubaix Lille Métropole     |
| 21-27 | Volta à Normandia                              | 2.2    | Baptiste Planckaert | Wallonie-Bruxelles          |
| 23    | Através de Flandres                            | 1.hc   | Jens Debusschere    | Lotto Soudal                |
| 24-27 | Semana Coppi e Bartali                         | 2.1    | Sergey Firsanov     | Gazprom-RusVelo             |
| 26-27 | Critérium Internacional                        | 2.hc   | Thibaut Pinot       | FDJ                         |
| 27    | Gante-Wevelgem sub-23                          | 1.ncup | Mads Pedersen       | Stölting Service Group      |
| 28    | Giro do Belvedere                              | 1.2Ou  | Patrick Müller      | BMC Development             |
| 29    | Grande Prêmio Palio do Recioto                 | 1.2Ou  | Ruben Guerreiro     | Axeon Hagens Berman         |
| 29-31 | Três Dias da Panne                             | 2.hc   | Lieuwe Westra       | Astana                      |

### Abril
| Data  | Carreira                        | Cat.   | Ganhador              | Equipa                 |
| ----- | ------------------------------- | ------ | --------------------- | ---------------------- |
| 1     | Route Adélie                    | 1.1    | Bryan Coquard         | Direct Énergie         |
| 1-3   | Tríptico de Montes e Castelos   | 2.2    | Mads Würtz            | Trefor                 |
| 2     | Volta Limburg Classic           | 1.1    | Floris Gerts          | BMC Racing             |
| 2     | Grande Prêmio Miguel Indurain   | 1.1    | Íon Izagirre          | Movistar               |
| 3     | Volta à La Rioja                | 1.1    | Michael Matthews      | Orica GreenEDGE        |
| 3     | Paris-Camembert                 | 1.1    | Cyril Gautier         | AG2R La Mondiale       |
| 3     | Grande Prêmio Adria Mobil       | 1.2    | Filippo Fortin        | GM Europa Ovini        |
| 3     | Troféu Banca Popular de Vicenza | 1.2Ou  | Tao Geoghegan Hart    | Axeon Hagens Berman    |
| 5-8   | Circuito da Sarthe              | 2.1    | Marc Fournier         | FDJ                    |
| 6     | Scheldeprijs                    | 1.hc   | Marcel Kittel         | Etixx-Quick Step       |
| 8-10  | Circuito das Ardenas            | 2.2    | Olivier Pardini       | Wallonie-Bruxelles     |
| 9     | Tour de Flandres sub-23         | 1.ncup | David Per             | Adria Mobil            |
| 10    | Klasika Primavera               | 1.1    | Giovanni Visconti     | Movistar               |
| 13    | Flecha Brabanzona               | 1.hc   | Petr Vakoč            | Etixx-Quick Step       |
| 13-17 | Tour de Loir-et-Cher            | 2.2    | Patrick Schelling     | Voralberg              |
| 14    | Grande Prêmio de Denain         | 1.hc   | Daniel McLay          | Fortuneo-Vital Concept |
| 14-17 | Tour de Mersin                  | 2.2    | Nazim Bakirci         | Torku Sekerspor        |
| 15-17 | Volta a Castela e Leão          | 2.1    | Alejandro Valverde    | Movistar               |
| 15-16 | ZLM Tour                        | 2.ncup | Amund Grondahl        | Joker                  |
| 16    | Liège-Bastogne-Liège sub-23     | 1.2Ou  | Logan Owen            | Axeon Hagens Berman    |
| 16    | Tour de Finisterre              | 1.1    | Baptiste Planckaert   | Wallonie-Bruxelles     |
| 16    | Troféu Edil C                   | 1.2    | Vincenzo Albanese     | Hopplà Petroli Firenze |
| 17    | Tro Bro Leon                    | 1.1    | Martin Mortensen      | One                    |
| 17    | Giro dos Apeninos               | 1.1    | Serguéi Firsánov      | Gazprom-RusVelo        |
| 17    | Volta a Holanda Setentrional    | 1.2    | Mathias Westergaard   | Almeborg-Bornholm      |
| 19-22 | Giro do Trentino                | 2.hc   | Mikel Landa           | Sky                    |
| 19-24 | Tour da Croácia                 | 2.1    | Matija Kvasina        | Synergy Baku           |
| 23    | Memorial Arno Wallaard          | 1.2    | Maarten Van Trijp     | Metec-KH               |
| 23    | Bania Luka-Belgrado I           | 1.2    | Vitaliy Buts          | Kolss-BDC Team         |
| 24    | Belgrade Banjaluka II           | 1.2    | Filippo Fortin        | GM Europa Ovini        |
| 24    | GP Slovakia                     | 1.2    | Andriy Kulyk          | Kolss-BDC              |
| 24    | Rutland-Melton Classic          | 1.2    | Conor Dunne           | JLT Condor             |
| 24    | La Roue Tourangelle             | 1.1    | Samuel Dumoulin       | AG2R La Mondiale       |
| 24    | Paris-Mantes-en-Yvelines        | 1.2    | Paul Ourselin         |                        |
| 25    | Grande Prêmio della Liberazione | 1.2Ou  | Vincenzo Albanese     |                        |
| 24-01 | Volta à Turquia                 | 2.hc   | José Gonçalves        | Caja Rural-Seguros RGA |
| 25-01 | Tour de Bretaña                 | 2.2    | Adrien Costa          | Axeon Hagens Berman    |
| 29-03 | Carpathia Couriers Paths        | 2.2Ou  | Hamish Schreurs       | Klein Constantia       |
| 29    | Himmerland Rundt                | 1.2    | Jonas Gregaard Wilsly | Riwal Platform         |
| 29-01 | Tour de Yorkshire               | 2.1    | Thomas Voeckler       | Direct Énergie         |
| 30-02 | Volta a Astúrias                | 2.1    | Hugh Carthy           | Caja Rural-Seguros RGA |
| 30    | GP Viborg                       | 1.2    | Johim Ariesen         | Metec-TKH-Mantel       |
| 30    | Tour de Zuidenveld              | 1.2    | Elmar Reinders        | Jo Piels               |

### Maio
| Data  | Carreira                                                       | Cat.  | Ganhador           | Equipa                      |
| ----- | -------------------------------------------------------------- | ----- | ------------------ | --------------------------- |
| 1     | Memóriał Andrzeja Trochanowskiego                              | 1.2   | Alois Kaňkovský    | Whirpool Author             |
| 1     | Grande Prêmio de Frankfurt                                     | 1.hc  | Alexander Kristoff | Katusha                     |
| 1     | Grande Prêmio de Frankfurt sub-23                              | 1.2Ou | Konrad Geßner      |                             |
| 1     | Skive-Løbet                                                    | 1.2   | Johim Ariesen      | Metec-TKH-Mantel            |
| 1     | Circuito do Porto-Troféu Arvedi                                | 1.2   | Marco Maronese     | Zalf-Euromobil-Desiree-Fior |
| 2     | Memóriał Romana Siemińskiego                                   | 1.2   | Mykhailo Kononenko | Kolss-BDC                   |
| 4-8   | Flèche du Sud                                                  | 2.2   | Sérgio Sousa       | Vorarlberg                  |
| 4-8   | Tour de Azerbaijão                                             | 2.1   | Markus Eibegger    | Felbermayr-Simplon Wels     |
| 4-8   | Quatro Dias de Dunquerque                                      | 2.hc  | Bryan Coquard      | Direct Énergie              |
| 5     | Dwars door de Vlaamse Ardennen                                 | 1.2   | Timothy Dupont     | Veranda's Willems           |
| 6-8   | CCC Tour-Grody Piastowskie                                     | 2.2   | Oleksandr Polivoda | Kolss-BDC                   |
| 7     | Sundvolden GP                                                  | 1.2   | Andreas Vangstad   | Sparebanken Sor             |
| 7-8   | Volta à Comunidade de Madri                                    | 2.1   | Juanjo Lobato      | Movistar                    |
| 8     | Troféu Cidade de San Vendemiano                                | 1.2Ou | Simone Consonni    | Colpack                     |
| 8     | Flecha das Ardenas                                             | 1.2   | Jeroen Meijers     | Rabobank Development        |
| 8     | Ringerike GP                                                   | 1.2   | Trond Trondsen     | Sparebanken Sor             |
| 12-15 | Rhône-Alpes Isère Tour                                         | 2.2   | Lennard Hofstede   | Rabobank Development        |
| 13-15 | Tour de Picardie                                               | 2.1   | Nacer Bouhanni     | Cofidis, Solutions Crédits  |
| 13-15 | Grande Prêmio Internacional de Fronteiras e a Serra da Estrela | 2.1   | Joni Brandão       | Efapel                      |
| 13-16 | Tour de Berlim                                                 | 2.2Ou | Rémi Cavagna       | Klein Constantia            |
| 14    | Scandinavian Race Uppsala                                      | 1.2   | Syver Waersted     | Ringeriks-Kraft             |
| 14    | Visegrad 4 Bicycle Race - GP Polski                            | 1.2   | Lukasz Owsian      | CCC Sprandi Polkowice       |
| 14    | Tour de Overijssel                                             | 1.2   | Aidis Kruopis      | Veranda's Willems           |
| 15    | Grande Prêmio Criquielion                                      | 1.2   | Timothy Dupont     | Veranda's Willems           |
| 15    | Grande Prêmio Indústrias do Mármol                             | 1.2   | Damiano Cume       |                             |
| 15    | Visegrad 4 Bicycle Race - GP Czech Republic                    | 1.2   | Marek Rutkiewicz   | Wibatech Fuji               |
| 18-22 | Bałtyk-Karkonosze Tour                                         | 2.2   | Mateusz Taciak     | CCC Sprandi Polkowice       |
| 18-22 | Tour da Noruega                                                | 2.hc  | Pieter Weening     | Roompot Oranje Peloton      |
| 19-22 | Tour de Bihor                                                  | 2.2   | Egan Bernal        | Androni Giocattoli-Sidermec |
| 19-22 | Ronde de l'Isard d'Ariège                                      | 2.2Ou | Bjorg Lambrecht    | Lotto-Soudal Ou23           |
| 20-22 | Paris-Arrás Tour                                               | 2.2   | Aidis Kruopis      | Veranda's Willems           |
| 21    | Tour de Berna                                                  | 1.2   | Enrico Salvador    | Unieuro Wilier              |
| 22    | Velothon Wales                                                 | 1.1   | Thomas Stewart     | Madison Genesis             |
| 22    | Grande Prêmio da Somme                                         | 1.1   | Daniel McLay       | Fortuneo-Vital Concept      |
| 22    | Omloop der Kempen                                              | 1.2   | Oscar Riesebeek    | Metec-TKH p/b Mantel        |
| 22-29 | An Pos Rás                                                     | 2.2   | Clemens Fankhauser | Tirol                       |
| 25-29 | Volta à Bélgica                                                | 2.hc  | Dries Devenyns     | IAM                         |
| 27    | Horizon Park Race for Peace                                    | 1.2   | Vitaliy Buts       | Kolss-BDC                   |
| 27-28 | Tour da Estónia                                                | 2.1   | Grzegorz Stępniak  | CCC Sprandi Polkowice       |
| 27-29 | Tour de Gironde                                                | 2.2   | Amund Grondahl     | Joker                       |
| 28    | Grande Prêmio de Plumelec-Morbihan                             | 1.1   | Samuel Dumoulin    | AG2R La Mondiale            |
| 29    | Paris-Roubaix sub-23                                           | 1.2Ou | Filippo Ganna      |                             |
| 29    | Horizon Park Classic                                           | 1.2   | Mykhailo Kononenko | Kolss-BDC                   |
| 29    | Boucles de l'Aulne                                             | 1.1   | Samuel Dumoulin    | AG2R La Mondiale            |
| 31-2  | Tour da Ucrânia                                                | 2.2   | Sergiy Lagkuti     | Kolss-BDC                   |

### Junho
| Data  | Carreira                                           | Cat.   | Ganhador            | Equipa                        |
| ----- | -------------------------------------------------- | ------ | ------------------- | ----------------------------- |
| 1-5   | Tour de Luxemburgo                                 | 2.hc   | Maurits Lammertink  | Roompot Oranje Peloton        |
| 2-5   | Boucles da Mayenne                                 | 2.1    | Bryan Coquard       | Direct Énergie                |
| 3-5   | Carreira da Paz sub-23                             | 2.ncup | David Gaudu         |                               |
| 4     | Grande Prêmio de Vinnytsia                         | 1.2    | Siarhei Papok       | Minsk CC                      |
| 4     | Hets Hatsafon                                      | 1.2    | Gabay Guy           | Cycling Academy               |
| 4     | Heistse Pijl                                       | 1.1    | Dylan Groenewegen   | LottoNL-Jumbo                 |
| 5     | Memorial Philippe Van Coningsloo                   | 1.2    | Timothy Dupont      | Veranda's Willems             |
| 5     | Grande Prêmio ISD                                  | 1.2    | Nurbolat Kulimbetov | Astana City                   |
| 7-12  | Tour da Eslováquia                                 | 2.2    | Mauro Finetto       | Unieuro Wilier                |
| 9-12  | Ronde de l'Oise                                    | 2.2    | Antonio Parrinello  | d'Amico-Bottecchia            |
| 9     | G. P. Kanton Aargau                                | 1.hc   | Giacomo Nizzolo     | Trek-Segafredo                |
| 10-12 | Tour de Malopolska                                 | 2.2    | Mateusz Taciak      | CCC Sprandi Polkowice         |
| 11    | Tour de Fyen                                       | 1.2    | Mads Pedersen       | Stölting Service Group        |
| 12    | G. P. Horsens                                      | 1.2    | Alexander Kamp      | Stölting Service Group        |
| 12    | Tour de Limburgo                                   | 1.1    | Kenny Dehaes        | Wanty-Groupe Gobert           |
| 12    | Volta a Colónia                                    | 1.1    | Dylan Groenewegen   | LottoNL-Jumbo                 |
| 14-19 | Volta a Sérvia                                     | 2.2    | Matej Mugerli       | Synergy Baku                  |
| 15-19 | Ster ZLM Toer                                      | 2.1    | Sep Vanmarcke       | LottoNL-Jumbo                 |
| 16-19 | Oberösterreichrundfahrt                            | 2.2    | Stephan Rabitsch    | Felbermayr-Simplon Wels       |
| 16-19 | Tour de Eslovénia                                  | 2.1    | Rein Taaramäe       | Katusha                       |
| 16-19 | Estrada do Sur                                     | 2.1    | Nairo Quintana      | Movistar                      |
| 16-19 | Tour de Saboya                                     | 2.2    | Enric Mas           | Klein Constantia              |
| 18    | Memóriał im. J. Grundmanna i J. Wizowskiego        | 1.2    | Vojtěch Temčecký    | Whirpool Author               |
| 19    | Korona Kocich Gór                                  | 1.2    | Mateusz Komar       | Dare 2B                       |
| 19    | Troféu Beaumont                                    | 1.2    | Dion Smith          | ONE                           |
| 19    | Circuito de Valonia                                | 1.2    | Kevin Laloulette    |                               |
| 22    | Ache-Ingooigem                                     | 1.1    | Dries De Bondt      | Verandas Willems Cycling Team |
| 28-3  | Tour da Hungria                                    | 2.2    | Mihkel Räim         | Cycling Academy               |
| 29    | Troféu Internacional Jong Maar Moedig              | 1.2    | Jérôme Baugnies     | Wanty-Groupe Gobert           |
| 29-2  | Carreira da Solidariedade e dos Campeões Olímpicos | 2.2    | Yauhen Sobal        | Minsk CC                      |

### Julho
| Data  | Carreira                                             | Cat.   | Ganhador                 | Equipa                     |
| ----- | ---------------------------------------------------- | ------ | ------------------------ | -------------------------- |
| 2     | Omloop Het Nieuwsblad sub-23                         | 1.2    | Elias Van Breussegem     | Veranda's Willems          |
| 2-9   | Volta a Áustria                                      | 2.1    | Jan Hirt                 | CCC Sprandi Polkowice      |
| 3     | Balkan Elite Road Classics                           | 2.2    | Eugert Zhupa             | Wilier Triestina-Southeast |
| 3     | Paris-Chauny                                         | 1.2    | Dieter Bouvry            | Roubaix-Lille Métropole    |
| 6-10  | Tour de Sibiu                                        | 2.1    | Nikolay Mihaylov         | CCC Sprandi Polkowice      |
| 7-10  | Grande Prêmio Torres Vedras-Troféu Joaquim Agostinho | 2.2    | Rinaldo Nocentini        | Sporting-Tavira            |
| 8     | Minsk Cup                                            | 1.2    | Alexandr Kulikovskiy     |                            |
| 9     | Grande Prêmio de Minsk                               | 1.2    | Siarhei Papok            | Minsk CC                   |
| 9     | Grande Prêmio Stad Sint-Niklaas                      | 1.2    | Justin Jules             | Veranclassic-Ago           |
| 10    | Giro do Médio Brenta                                 | 1.2    | Fausto Masnada           |                            |
| 13-17 | Giro do Vale de Aosta                                | 2.2Ou  | Kilian Frankiny          | BMC Development            |
| 14-17 | Volta a Portugal do Futuro                           | 2.2Ou  | Wilson Enrique Rodríguez | Boyacá Raça De Campeões    |
| 17    | Troféu Matteotti                                     | 1.1    | Vincenzo Albanese        |                            |
| 20    | Grande Prêmio Pino Cerami                            | 1.1    | Jelle Wallays            | Lotto Soudal               |
| 23-27 | Tour de Valônia                                      | 2.hc   | Dries Devenyns           | IAM                        |
| 24    | Grande Prêmio da Villa de Pérenchies                 | 1.2    | Timothy Dupont           | Veranda's Willems          |
| 25    | Clássica de Ordizia                                  | 1.1    | Simon Yates              | Orica-BikeExchange         |
| 27-30 | Dookoła Mazowsza                                     | 2.2    | Matti Manninen           | Bliz-Merida                |
| 27-31 | Tour de Alsacia                                      | 2.2    | Maximilian Schachmann    | Klein Constantia           |
| 27-31 | Volta à Dinamarca                                    | 2.hc   | Michael Valgren          | Tinkoff                    |
| 27-7  | Volta a Portugal                                     | 2.1    | Rui Vinhas               | W52-FC Porto-Porto Canal   |
| 30-1  | Kreiz Breizh Elites                                  | 2.2    | Jeroen Meijers           | Rabobank Development       |
| 31    | Circuito de Getxo                                    | 1.1    | Diego Ulissi             | Lampre-Merida              |
| 31    | Grande Prêmio de Kranj                               | 1.2    | Mattia De Marchi         |                            |
| 31    | Troféu Almar                                         | 1.ncup | Alexandr Kulikovskiy     |                            |
| 31    | RideLondon-Surrey Classic                            | 1.hc   | Tom Boonen               | Etixx-Quick Step           |
| 31    | Polynormande                                         | 1.1    | Baptiste Planckaert      | Wallonie-Bruxelles         |
| 31    | Rad am Ring                                          | 1.1    | Paul Voss                | Bora-Argon 18              |

### Agosto
| Data  | Carreira                           | Cat.   | Ganhador             | Equipa                      |
| ----- | ---------------------------------- | ------ | -------------------- | --------------------------- |
| 2-6   | Volta a Burgos                     | 2.hc   | Alberto Contador     | Tinkoff                     |
| 5     | Dwars door het Hageland            | 1.1    | Niki Terpstra        | Etixx-Quick Step            |
| 6     | Tour de Beiras                     | 1.2    | Andriy Vasylyuk      | Kolss-BDC                   |
| 7     | Odessa Grand Prix                  | 1.2    | Oleksandr Prevar     | Kolss-BDC                   |
| 7     | Antwerpse Havenpijl                | 1.2    | Timothy Dupont       | Veranda's Willems           |
| 10-13 | Tour de l'Ain                      | 2.1    | Sam Oomen            | Giant-Alpecin               |
| 11-14 | Tour da República Checa            | 2.1    | Diego Ulissi         | Lampre-Merida               |
| 11-13 | Tour de Szeklerland                | 2.2    | Kiril Pozdniakov     | Synergy Baku                |
| 11-14 | Arctic Race da Noruega             | 2.hc   | Gianni Moscon        | Sky                         |
| 13    | Memóriał Henryka Łasaka            | 1.2    | Paweł Franczak       | Verva ActiveJet             |
| 14    | Slag om Norg                       | 1.2    | Fabio Jakobsen       | SEG Racing Academy          |
| 14    | Puchar Uzdrowisk Karpackich        | 1.2    | Antonio Parrinello   | d'Amico-Bottecchia          |
| 14    | Grande Prêmio Sportivi di Poggiana | 1.2Ou  | Michael Storer       |                             |
| 15-18 | Tour de Ancara                     | 2.2    | Serkan Balkan        |                             |
| 16    | Grande Prêmio Capodarco            | 1.2Ou  | Jai Hindley          | Attaque Gosto               |
| 16-19 | Tour de Limousin                   | 2.1    | Joey Rosskopf        | BMC Racing                  |
| 17    | Copa da cidade de Offida           | 1.2Ou  | Enrico Salvador      | Unieuro Wilier              |
| 19    | Arnhem-Veenendaal Classic          | 1.1    | Dylan Groenewegen    | LottoNL-Jumbo               |
| 20    | Puchar Ministra Obrony Narodowej   | 1.2    | Alois Kaňkovský      | Whirpool Author             |
| 20-27 | Tour de l'Avenir                   | 2.ncup | David Gaudu          | Selecção de France          |
| 21    | Grande Prêmio Jef Scherens         | 1.1    | Dimitri Claeys       | Wanty-Groupe Gobert         |
| 23    | Grande Prêmio de Marbriers         | 1.2    | Emiel Planckaert     | Lotto-Soudal Ou23           |
| 23-26 | Tour de Poitou-Charentes           | 2.1    | Sylvain Chavanel     | Direct Énergie              |
| 23    | Grande Prêmio Stad Zottegem        | 1.1    | Tim Merlier          | Crelan-Vastgoedservice      |
| 24    | Druivenkoers Overijse              | 1.1    | Jérôme Baugnies      | Wanty-Groupe Gobert         |
| 26-28 | Baltic Chain Tour                  | 2.2    | Māris Bogdanovičs    | Rietumu-Delfin              |
| 27    | Omloop Mandel-Leie-Schelde         | 1.2    | Pieter Vanspeybrouck | Topsport Vlaanderen-Baloise |
| 27-28 | Ronde van Midden-Nederland         | 2.2    | Christopher Opie     | ONE                         |
| 28    | Schaal Sels                        | 1.1    | Wout van Aert        | Crelan-Vastgoedservice      |
| 28    | Croácia-Eslovénia                  | 1.2    | Jannik Steimle       | Felbermayr-Simplon Wels     |
| 28-2  | Tour da Bulgária                   | 2.2    | Marco Tecchio        | Unieuro Wilier              |
| 31-4  | Tour dos Fiordos                   | 2.1    | Alexander Kristoff   | Katusha                     |

### Setembro
| Data  | Carreira                                 | Cat.  | Ganhador                  | Equipa                      |
| ----- | ---------------------------------------- | ----- | ------------------------- | --------------------------- |
| 3     | Brussels Cycling Classic                 | 1.hc  | Tom Boonen                | Etixx-Quick Step            |
| 4     | Grande Prêmio de Fourmies                | 1.hc  | Marcel Kittel             | Etixx-Quick Step            |
| 4     | Kernen Omloop Echt-Susteren              | 1.2   | Daan Meijers              | Join's-De Rijke             |
| 4-11  | Volta à Grã-Bretanha                     | 2.hc  | Stephen Cummings          | Dimension Data              |
| 9-10  | East Bohemia Tour                        | 2.2   | Jan Tratnik               | Amplatz-BMC                 |
| 10    | De Kustpijl                              | 1.2   | Timothy Dupont            | Veranda's Willems           |
| 11    | Chrono Champenois                        | 1.2   | Daniel Westmattelmann     | Kuota-Lotto                 |
| 11    | Tour de Doubs                            | 1.1   | Samuel Dumoulin           | AG2R La Mondiale            |
| 12    | Grande Prêmio Marcel Kint                | 1.2   | Jan-willem Van Schip      | Cyclingteam Join's-De Rijke |
| 14    | Grande Prêmio da Valônia                 | 1.1   | Tony Gallopin             | Lotto-Soudal                |
| 14    | Coppa Bernocchi                          | 1.1   | Giacomo Nizzolo           | Selecção de Itália          |
| 14    | Campeonato Europeu Contrarrelógio Sub-23 | CC    | Lennard Kämna             | Selecção de Alemanha        |
| 15    | Coppa Agostoni                           | 1.1   | Sonny Colbrelli           | Bardiani CSF                |
| 15    | Campeonato Europeu Contrarrelógio        | CC    | Jonathan Castroviejo      | Seleção da Espanha          |
| 16    | Campeonato de Flandres                   | 1.1   | Timothy Dupont            | Veranda's Willems           |
| 17    | Memorial Marco Pantani                   | 1.1   | Francesco Gavazzi         | Androni Giocattoli-Sidermec |
| 17    | Grande Prêmio Impanis-Van Petegem        | 1.hc  | Fernando Gaviria          | Etixx-Quick Step            |
| 17    | Campeonato Europeu em Estrada Sub-23     | CC    | Alexandr Riabushenko      | Seleção da Bielorrússia     |
| 18    | Grande Prêmio de Isbergues               | 1.1   | Kristoffer Halvorsen      | Joker Byggtorget            |
| 18    | Campeonato Europeu em Estrada            | CC    | Peter Sagan               | Seleção da Eslováquia       |
| 20-21 | Giro de Toscana                          | 2.1   | Daniele Bennati           | Seleção da Itália           |
| 22    | Coppa Sabatini                           | 1.1   | Sonny Colbrelli           | Bardiani CSF                |
| 24    | Giro de Emilia                           | 1.hc  | Esteban Chaves            | Orica-BikeExchange          |
| 25    | Grande Prêmio Bruno Beghelli             | 1.hc  | Nicola Ruffoni            | Bardiani CSF                |
| 25    | Gooikse Pijl                             | 1.2   | Aidis Kruopis             | Veranda's Willems           |
| 25    | Dúo Normando                             | 1.1   | Luke Durbridge Svein Tuft | Orica-BikeExchange          |
| 27    | Rota d'Oro                               | 1.2Ou | Vincenzo Albanese         |                             |
| 27    | Três Vales Varesinos                     | 1.hc  | Sonny Colbrelli           | Bardiani CSF                |
| 27-2  | Tour de Olympia                          | 2.2Ou | Cees Bol                  | Rabobank Development        |
| 28    | Milão-Torino                             | 1.hc  | Miguel Ángel López        | Astana                      |
| 29    | Giro do Piemonte                         | 1.hc  | Giacomo Nizzolo           | Selecção de Itália          |

### Outubro
| Data | Carreira                    | Cat.  | Ganhador          | Equipa                     |
| ---- | --------------------------- | ----- | ----------------- | -------------------------- |
| 2    | Piccolo Giro de Lombardia   | 1.2Ou | Harm Vanhoucke    | Lotto-Soudal Ou23          |
| 2    | Tour de Eurométropole       | 1.1   | Dylan Groenewegen | LottoNL-Jumbo              |
| 2    | Tour de Vendée              | 1.1   | Nacer Bouhanni    | Cofidis, Solutions Crédits |
| 3    | Giro de Münsterland         | 1.hc  | John Degenkolb    | Giant-Alpecin              |
| 4    | Binche-Chimay-Binche        | 1.1   | Arnaud Démare     | FDJ                        |
| 6    | Paris-Bourges               | 1.1   | Sam Bennett       | Bora-Argon 18              |
| 9    | Paris-Tours sub-23          | 1.2Ou | Arvid De Kleijn   | Jo Piels                   |
| 9    | Paris-Tours                 | 1.hc  | Fernando Gaviria  | Etixx-Quick Step           |
| 11   | Prêmio Nacional de Clausura | 1.1   | Roy Jans          | Wanty-Groupe Gobert        |
| 23   | Chrono des Nations          | 1.1   | Vasil Kiryienka   | Sky                        |

## Classificações finais

### Individual
| Posição | Ciclista            | Equipa | Pontos |
| ------- | ------------------- | ------ | ------ |
| 1.°     | Baptiste Planckaert | WBC    | 1605   |
| 2.º     | Timothy Dupont      | WIL    | 1425   |
| 3.°     | Sonny Colbrelli     | BAR    | 1370   |
| 4.°     | Bryan Coquard       | DEN    | 1333   |
| 5.°     | Dylan Groenewegen   | TLJ    | 1145   |
| 6.°     | Samuel Dumoulin     | ALM    | 1145   |
| 7.°     | Diego Ulissi        | LAM    | 1126   |
| 8.°     | Nacer Bouhanni      | COF    | 1035   |
| 9.°     | Francesco Gavazzi   | AND    | 954    |
| 10.°    | Petr Vakoč          | EQS    | 910    |

### Equipas
| Posição | Equipa                     | Pontos |
| ------- | -------------------------- | ------ |
| 1.º     | Wanty-Groupe Gobert        | 2985   |
| 2.º     | Direct Énergie             | 2964   |
| 3.º     | Cofidis, Solutions Crédits | 2953   |
| 4.º     | Caja Rural-Seguros RGA     | 2683   |
| 5.º     | Wallonie-Bruxelles         | 2469   |

### Países
| Posição | País          | Pontos |
| ------- | ------------- | ------ |
| 1.º     | Bélgica       | 6924   |
| 2.º     | Itália        | 6552   |
| 3.º     | França        | 6450   |
| 4.º     | Espanha       | 3468   |
| 5.º     | Países Baixos | 3313   |

### Países sub-23
| Posição | País        | Pontos |
| ------- | ----------- | ------ |
| 1.º     | Itália      | 1094   |
| 2.º     | França      | 926    |
| 3.º     | Bélgica     | 881    |
| 4.º     | Reino Unido | 751    |
| 5.º     | Alemanha    | 636    |

## Evolução das classificações
- Nota: Oficialmente as classificações actualizam-se a cada semana, esta é a lista da última classificação publicada da cada mês.[5]

| Data            | Classificação individual | Classificação por equipas  | Classificação por países | Classificação por países sub-23 |
| --------------- | ------------------------ | -------------------------- | ------------------------ | ------------------------------- |
| 31 de janeiro   | André Greipel            | Bora-Argon 18              | Itália                   | Bélgica                         |
| 29 de fevereiro | Petr Vakoč               | Cofidis, Solutions Crédits | Itália                   | Bélgica                         |
| 31 de março     | Petr Vakoč               | Cofidis, Solutions Crédits | Itália                   | Itália                          |
| 30 de abril     | Baptiste Planckaert      | Direct Énergie             | Bélgica                  | França                          |
| 31 de maio      | Bryan Coquard            | Direct Énergie             | França                   | França                          |
| 30 de junho     | Bryan Coquard            | Direct Énergie             | França                   | França                          |
| 31 de julho     | Baptiste Planckaert      | Direct Énergie             | Bélgica                  | França                          |
| 31 de agosto    | Baptiste Planckaert      | Direct Énergie             | Bélgica                  | Itália                          |
| 30 de setembro  | Baptiste Planckaert      | Direct Énergie             | Bélgica                  | Itália                          |
| 31 de outubro   | Baptiste Planckaert      | Wanty-Groupe Gobert        | Bélgica                  | Itália                          |
| Final           | Baptiste Planckaert      | Wanty-Groupe Gobert        | Bélgica                  | Itália                          |